# Tuff Gong
Tuff Gong – wytwórnia płytowa założona przez zespół reggae The Wailers w 1970 i nazwana na cześć Leonarda "The Gong" Howella. Pierwszym singlem tej wytwórni był "Run For Cover" The Wailers. Wytwórnia mieściła się przy 56 Hope Road, Kingston na Jamajce, w domu Boba Marleya. Obecnie znajduje się tam Muzeum Boba Marleya.
W grze komputerowej Grand Theft Auto IV, Tuff Gong jest jedną ze stacji radiowych.
Nazwę tę nosi również linia ubrań jednego z synów Boba, Rohana Marleya.